# 目白麥昆
目白麥昆（日语：メジロマックイーン），是純種競賽馬匹。生涯稱霸長途賽事，被稱爲「最強長途馬」（最強のステイヤー）及「草上的名伶」（ターフの名優），於1991年勝出春季天皇賞後達成祖孫三代制霸天皇賞的壯舉，亦是首匹生涯累積獎金達到10億日圓以上的賽駒，並於1994年被選爲日本中央競馬會殿堂馬。

## 出賽前
1987年出生於北海道浦河町吉野堅牧場，出身後隨即歸母系Mejiro Aurola之馬主目白商事擁有。
其後交由栗東訓練中心練馬師池江泰郎訓練。

## 競賽生涯

### 4歲（現3歲）
1990年2月3日出戰阪神競馬場的4歲新馬戰，由其半兄Mejiro Duren之主戰騎師村本善之策騎，最終輕鬆姿態拋離第二名1 3/4馬位輕鬆取得首勝
其後爲東京優駿（日本打吡）作準備，陣營安排其轉戰草地賽事，並於2月25日出戰條件戰雪柳賞，最終於最後直路被Symboli Deva超越獲得第二。
賽後陣營發現其患有骨膜炎，遂決定進入休養並避戰東京優駿。
5月13日復出出戰條件戰菖蒲賞，但於骨膜炎仍未痊癒，最終於直路上未能發揮實力以第三落敗。
陣營經過判斷後，認爲其骨膜炎有必要徹底治療，安排其進入休養，並將最大目標改變爲秋季的菊花賞。
9月復出出戰渡島特別獲得第二後，隨即出戰木古內特別及大沼錦標，均於其中取得優勝。
目前爲止，獲得三場勝利的目白麥昆僅需要出戰菊花賞前哨戰京都新聞盃並獲得頭五名即可獲得菊花賞的優先出賽權。然而陣營決定冒險參加條件戰嵐山錦標以累積獎金的方式出戰菊花賞，導致目白麥昆必須於此比賽獲勝賽可確保菊花賞的出賽資格。比賽開始後，其一直保持穩定的節奏推進，並於進入直路後開始發力。然而於直路中途被後方的Mr.Adams超越，更於最後100米被對手拉開距離，最終以1 1/4馬位差距落敗。
由於嵐山錦標的落敗，其累積獎金未能百分百確保其菊花賞的出賽資格，所幸接近菊花賞宣佈出賽名單前的一段時間陸續有賽駒宣佈退賽，其得以躋身參賽者行列之中。
11月4日按照計劃出戰菊花賞，儘管其目前只得三勝，但仍因其優秀的長途馬血統而獲得第四人氣。比賽開始後，其選擇先行戰術於第五左右的位置推進，並以穩定的節奏跟隨領放馬追走。通過第三彎道時候，騎師內田浩一指揮其上前，以確保其後的衝刺路線。通過最後彎道的時候，其經已取得領先的有利位置，並於進入直路後繼續加速保持速度。最終於其不斷衝刺之下，成功抵擋後方白石及目白韋仁的追擊，以1/4馬位優勢奪得首個一級賽冠軍。
其後陣營盡量避免於4歲時候和年長馬匹決戰，以留力明年的春季天皇賞，對外以食慾不振的理由避戰年末的有馬紀念，並安排其進入放草以養精蓄銳。

### 5歲（現4歲）
1991年3月10日出戰阪神大賞典，爲春季天皇賞作熱身。比賽開始後，其於中團位置推進，於比賽途中不斷加速爬升至第二的位置。進入直路後，其隨即和前方的Go Sign爭奪領先的位置，並於輕鬆超越對手的狀態下於直路中段開始獨走，最終以3分7.7秒的破紀錄時間奪冠。
4月28日按計劃出戰春季天皇賞，並因此前優秀戰績取得第一人氣。比賽開始後，目白善信隨即以穩定的步速展開領放，以目白麥昆則於先頭部隊的位置推進。通過第三彎道的時候，其經已爬升至到第三左右的位置，並繼續加速確保有利位置的優勢。進入直路後，其隨即發力衝出馬群，並持續拋離後方的對手，最終以2 1/2馬位優勢率先衝線奪冠，亦成功達成史無前例的祖孫三代天皇賞制霸之偉業。而騎師武豐則於衝線後將馬主目白商事前負責人北野豐吉之遺像高高舉起，示意吉野生前所訂立的「祖孫三代天皇賞制霸」目標得以實現。
6月9日出戰寶塚紀念，雖然於比賽途中發揮優勢且穩定的實力，但未能於直路上追上先一步衝出的同主馬目白韋仁，最終以1 1/2馬位差距落敗得第二。
秋季首戰10月6日出戰京都大賞典，於比賽途中輕鬆地以3 1/2馬位獲勝。
10月27日出戰秋季天皇賞，獲得第一人氣。比賽開始後，其跟隨前方的Prekrasnie及白石於第三的位置推進。進入對面直路後，其由大外檔閃入內欄位置以確保優勢，以先頭的姿態繼續推進。最後直路後，於白石失速沉底後和一同衝出的Prekrasnie纏鬥，最終於其不斷加速下成功超越對手更拋離6馬位率先衝線。然而賽後審議認爲其於進入對面直路時的內閃行爲構成斜行，妨礙後方賽駒的進路，因而判處其降至第十八名，其亦成爲日本賽馬史上首匹由奪冠被降至包尾的賽駒。
11月24日出戰日本盃，獲得第一人氣。比賽開始後，其處於前方位置推進，並於相同節奏通過第四彎道。然而進入直路後，其未能突破馬群衝出，最終被外檔衝刺的金鳳凰、美妙之夜及Shaftesbury Avenue超越，以第四名完賽。
12月22日出戰有馬紀念，再次獲得第一人氣。比賽開始後，由雙渦輪領放，目白善信及Prekrasnie跟隨其後，以目白麥昆則於中團位置推進。通過第三彎道後，前方領放的雙渦輪失速造成前方馬群混亂，其趁機有中團外檔位置發力準備衝刺。進入直路後，由於此前繞出外檔的行動令其成功望空，並開始發力加速。然而直路進行至中段後，第十五人氣的伏兵Dai Yusaku突然由內檔殺出並超越目白麥昆，最終其以1 1/2馬位差距落敗。
年末，因其於年間的優秀戰績，於評選中以134票當選最佳4歲及以上雄馬。

### 6歲（現5歲）
1992年3月15日出戰阪神大賞典，作爲春季天皇賞的熱身。比賽途中於前方位置推進，並於第三彎道開始取得領先優勢。進入直路後，其隨即加速衝刺，最終成功以5馬位拋離後方對手取勝。
其後陣營確定以春季天皇賞爲目標，而此前於1991年取得無敗二冠佳績的東海帝王亦宣佈出戰，因而令本屆賽事備受矚目。本次決戰於馬迷間可謂充滿熱度，因爲此戰不僅爲被稱謂90世代巔峯的目白麥昆及91世代巔峯的東海帝王的之首次交鋒，更是無敗的東海帝王向尋求連霸的目白麥昆發起的挑戰。而且於賽前，火藥味亦出現於兩邊的陣營之中，當時東海帝王的主戰騎師岡部幸雄向媒體表示：「我不認爲中距離是帝王的極限，我相信此馬可以跑到地球的盡頭」，而據悉當時目白麥昆的主戰騎師武豐則回應：「如果對手可以到達地球的盡頭，那麼我們則可以超越地平線」，因而被視爲「世紀的對決」。
4月26日按計劃出戰春季天皇賞。比賽開始後，由目白善信帶頭領放，而目白則於較前方位置推進。通過第三彎道時候，其經已處於領先的位置並保持此優勢進入最後直路。進入直路後，東海帝王因體力不支開始失速，此時目白麥昆進入獨走的狀態並繼續加速。最終於其不斷衝刺保持優勢下，成功以2 1/2馬位優勢衝線，達成史無前例的春季天皇賞連霸，而騎師武豐則成功達成春季天皇賞四連霸，亦是日本賽馬史上首位四連霸一級賽的騎師。
其後陣營以寶塚紀念爲目標進行調整，但於6月7日被發現左腳第一指節籽骨骨折，需要避戰所有餘下賽事並進入長期休養。

### 7歲（現6歲）
1993年年初開始返回馬房訓練，並以春季天皇賞三連霸爲目標，於4月4日出戰產經大阪盃。比賽開始後，其跟隨領放的Lucky Guerlain於第二的位置推進，並於最後彎道取得領先。進入直路後，其隨即發力加速，最終於拋離對手之下以5馬位大勝，再次取得分級賽冠軍。
4月25日出戰春季天皇賞，雖然面對如上年度菊花賞馬米浴、本年度美國賽馬會盃冠軍詩歌劇等對手，但仍然憑藉壓倒性1.5倍的獨贏賠率成爲第一人氣。比賽開始後，仍然一貫地又目白善信領放，並做出春季天皇賞史上第二快的步速，目白麥昆則於約莫第三的位置推進。通過第三彎道時，騎師武豐指揮其發力，並於此位置衝出。然而進入直路後，本來處於較後位置的米浴亦已衝出，兩駒隨即於直路上展開纏鬥，最終目白麥昆因稍佔下風而被米浴超越，更被拉開2 1/2馬位的差距落敗。
6月13日出戰寶塚紀念。比賽開始後，其處於第三的前方位置推進，並保持穩定速度通過最後彎道。進入直路後，原本於處前方的目白善信及西野花相繼失速，其得以進佔領先的位置。最終於其衝刺保持蓄下，成功抵擋後方狄杜斯的追擊，以1 3/4馬位差距獲得冠軍。
夏季放草後出戰秋季首戰京都大賞典，爲秋季天皇賞作準備。比賽開始後，其處於中團位置追走，並於第三彎道開始發力縮窄與前方馬匹的距離。進入直路後，其隨即衝出並加速衝刺，最終以破紀錄的2分22.7秒時間奪得冠軍。
勝出京都大賞典後，陣營原本按計劃安排其出戰秋季天皇賞，但於賽前訓練時被發現步伐異常，經檢查後診斷出其左前腳患有韌帶炎。經過陣營謹慎商討過後，決定以其配種馬價值爲重，遂安排其進行退役。

### 詳細賽績
| 日期       | 舉辦國家 | 馬場 | 距離   | 級別 | 賽事名稱   | 負重 | 騎師     | 馬號 | 出馬 | 名次 | 時間   | 頭馬（二馬）       |
| ---------- | -------- | ---- | ------ | ---- | ---------- | ---- | -------- | ---- | ---- | ---- | ------ | ------------------ |
| 3/2/1990   | 日本     | 阪神 | 泥1700 |      | 4歲新馬    | 55   | 村本善之 | 6    | 10   | 1    | 1:47.7 | （Hagino Legend）  |
| 25/2/1990  | 日本     | 阪神 | 草2000 |      | 雪柳賞     | 55   | 村本善之 | 6    | 13   | 2    | 2:04.6 | Symboli Deva       |
| 12/5/1990  | 日本     | 京都 | 草2200 |      | 菖蒲賞     | 55   | 村本善之 | 3    | 15   | 3    | 2:17.5 | Hoyu Royal         |
| 2/9/1990   | 日本     | 函館 | 泥1700 |      | 渡島特別   | 55   | 内田浩一 | 8    | 10   | 2    | 1:46.6 | Manjuden Kabuto    |
| 16/9/1990  | 日本     | 函館 | 泥1700 |      | 木古内特別 | 55   | 内田浩一 | 4    | 8    | 1    | 1:47.3 | （Rikisan Royal）  |
| 23/9/1990  | 日本     | 函館 | 草2000 |      | 大沼錦標   | 54   | 内田浩一 | 12   | 14   | 1    | 2:04.5 | （Tosho I.）       |
| 13/10/1990 | 日本     | 京都 | 草3000 |      | 嵐山錦標   | 55   | 内田浩一 | 5    | 9    | 2    | 3:06.6 | Mr.Adams           |
| 4/11/1990  | 日本     | 京都 | 草3000 | GI   | 菊花賞     | 57   | 内田浩一 | 2    | 17   | 1    | 3:06.2 | （白石）           |
| 10/3/1991  | 日本     | 中京 | 草3000 | GII  | 阪神大賞典 | 58   | 武豐     | 4    | 9    | 1    | 3:07.3 | （Go Sign）        |
| 28/4/1991  | 日本     | 京都 | 草3200 | GI   | 春季天皇賞 | 58   | 武豐     | 15   | 18   | 1    | 3:18.8 | （Mr.Adams）       |
| 9/6/1991   | 日本     | 京都 | 草2200 | GI   | 寶塚紀念   | 56   | 武豐     | 10   | 10   | 2    | 2:13.8 | 目白韋仁           |
| 6/10/1991  | 日本     | 京都 | 草2400 | GII  | 京都大賞典 | 59   | 武豐     | 4    | 7    | 1    | 2:26.5 | （Meisho Vitoria） |
| 27/10/1991 | 日本     | 東京 | 草2000 | GI   | 秋季天皇賞 | 58   | 武豐     | 13   | 18   | 18   | 2:02.9 | Prekrasnie         |
| 24/11/1991 | 日本     | 東京 | 草2400 | GI   | 日本盃     | 57   | 武豐     | 5    | 15   | 4    | 2:25.3 | 金鳳凰             |
| 22/12/1991 | 日本     | 中山 | 草2500 | GI   | 有馬記念   | 57   | 武豐     | 1    | 15   | 2    | 2:30.8 | Dai Yusaku         |
| 15/3/1992  | 日本     | 阪神 | 草3000 | GII  | 阪神大賞典 | 59   | 武豐     | 4    | 6    | 1    | 3:13.5 | （Kamino Cresse）  |
| 26/4/1992  | 日本     | 京都 | 草3200 | GI   | 春季天皇賞 | 58   | 武豐     | 5    | 14   | 1    | 3:20.0 | （Kamino Cresse）  |
| 4/4/1993   | 日本     | 阪神 | 草2000 | GII  | 產經大阪盃 | 59   | 武豐     | 13   | 16   | 1    | 2:03.3 | （優秀素質）       |
| 25/4/1993  | 日本     | 京都 | 草3200 | GI   | 春季天皇賞 | 58   | 武豐     | 14   | 15   | 2    | 3:17.5 | 米浴               |
| 13/6/1993  | 日本     | 阪神 | 草2200 | GI   | 寶塚紀念   | 56   | 武豐     | 6    | 11   | 1    | 2:17.7 | （狄杜斯）         |
| 10/10/1993 | 日本     | 京都 | 草2400 | GII  | 京都大賞典 | 59   | 武豐     | 1    | 11   | 1    | 2:22.7 | （昔日世界）       |

## 退役後
退役後，目白麥昆成爲了配種馬，於北海道早來町（今安平町）社台Stallion Station休養，在1994年進行配種，並於同年被選出為日本中央競馬會第22匹殿堂馬，首批子嗣於1995年出生，首批子嗣可於1997年出賽。1998年2月22日，Eidai Queen在皇后盃取勝，成爲首匹勝出分級賽的子嗣。雖然其直系子嗣成績並不理想，但作爲母父其外孫之戰績卻大放異彩。其中尤其和黃金旅程的「黃金配合」更爲日本育馬史上的一大壯舉，其中出自此配合的子嗣有於2009年稱霸春秋大獎賽的夢之旅、日本第七匹三冠馬黃金巨匠及繼承了「最強長途馬」名號的黃金船等。
2006年4月3日，完成配種工作後於馬房內因心臟衰竭死亡，享年19歲。

### 主要子嗣

#### 分級賽優勝子嗣
1995年生
- Eidai Queen（皇后盃）

1998年生
- Time Fair Lady（百花盃）

2002年生
- Yamaninmerveilleux（中山牝馬錦標、皇后錦標）

2005年生
- Hokuto Sultan（目黑紀念）

2006年生
- Dear Geena（花仙錦標、皇后盃）

## 血統簡介
父系Mejiro Titan爲日本賽駒，生涯戰績彪炳，尤其擅於長途賽事，曾勝出當時路程仍爲3200米的秋季天皇賞。祖父Mejiro Asama爲日本賽駒，亦擅長長途賽事，曾同樣勝出路程仍爲3200米的秋季天皇賞。
母系Mejiro Aurola爲日本賽駒，生涯戰績不佳僅勝出一場賽事。外祖父Remand爲英國賽駒，生涯戰績優秀，僅於三場賽事落敗。

### 血統表
| 父線：巴索隆系（Tourbillon系）        |                              |               |                |
| 種馬 Mejiro Titan 1978年（灰色）      | Mejiro Asama 1966年（灰色）  | 巴索隆        | Milesian       |
| 種馬 Mejiro Titan 1978年（灰色）      | Mejiro Asama 1966年（灰色）  | 巴索隆        | Paleo          |
| 種馬 Mejiro Titan 1978年（灰色）      | Mejiro Asama 1966年（灰色）  | Sweet Sixteen | First Fiddle   |
| 種馬 Mejiro Titan 1978年（灰色）      | Mejiro Asama 1966年（灰色）  | Sweet Sixteen | Blue Eyed Momo |
| 種馬 Mejiro Titan 1978年（灰色）      | Cheryl 1971年（棗色）        | Snob          | Mourne         |
| 種馬 Mejiro Titan 1978年（灰色）      | Cheryl 1971年（棗色）        | Snob          | Senones        |
| 種馬 Mejiro Titan 1978年（灰色）      | Cheryl 1971年（棗色）        | Chanel        | Pan            |
| 種馬 Mejiro Titan 1978年（灰色）      | Cheryl 1971年（棗色）        | Chanel        | Barley Corn    |
| 繁殖雌馬 Mejiro Aurora 1978年（栗色） | Remand 1965年（栗色）        | Alcide        | Alycidon       |
| 繁殖雌馬 Mejiro Aurora 1978年（栗色） | Remand 1965年（栗色）        | Alcide        | Chenille       |
| 繁殖雌馬 Mejiro Aurora 1978年（栗色） | Remand 1965年（栗色）        | Admonish      | Plestine       |
| 繁殖雌馬 Mejiro Aurora 1978年（栗色） | Remand 1965年（栗色）        | Admonish      | Warning        |
| 繁殖雌馬 Mejiro Aurora 1978年（栗色） | Mejiro Iris 1964年（深棗色） | Hindostan     | Bois Roussel   |
| 繁殖雌馬 Mejiro Aurora 1978年（栗色） | Mejiro Iris 1964年（深棗色） | Hindostan     | Sonibai        |
| 繁殖雌馬 Mejiro Aurora 1978年（栗色） | Mejiro Iris 1964年（深棗色） | Asama Yuri    | Bostonian      |
| 繁殖雌馬 Mejiro Aurora 1978年（栗色） | Mejiro Iris 1964年（深棗色） | Asama Yuri    | Tomoe          |
| 雌系：號族：7-c                       |                              |               |                |
| 五代內近親交配：無                    |                              |               |                |

## 命名由來
名字中，Mejiro（メジロ）是馬主目白商事冠名，亦即其公司名字，McQueen（マックイーン）就是目白商事按照當年命名規例，以著名荷里活動作片影星史提夫·麥昆之名字命名，香港早期譯名則忽略冠名部分，直接翻譯为「麥昆」。

## 外部連結
- 目白麥昆 netkeiba.com （页面存档备份，存于）
- 血統表 （页面存档备份，存于）